# يوهان وولف
يوهان وولف (بالألمانية: Johann Wolff)‏ هو عالم عقيدة ومترجم ودبلوماسي ومؤرخ ألماني، ولد في 10 أغسطس 1537 في باد بيرغتسابرن في ألمانيا، وتوفي في 23 مايو 1600 في Mundelsheim ‏ في ألمانيا.